# HD 210763
HD 210763 è una stella binaria di magnitudine 6,41 situata nella costellazione dell'Aquario. Dista 290 anni luce dal sistema solare.

## Osservazione
Si tratta di una stella situata nell'emisfero celeste australe, ma molto in prossimità dell'equatore celeste; ciò comporta che possa essere osservata da tutte le regioni abitate della Terra senza alcuna difficoltà e che sia invisibile soltanto molto oltre il circolo polare artico. Nell'emisfero sud invece appare circumpolare solo nelle aree più interne del continente antartico. Essendo di magnitudine pari a 6,4, non è osservabile ad occhio nudo; per poterla scorgere è sufficiente comunque anche un binocolo di piccole dimensioni, a patto di avere a disposizione un cielo buio.
Il periodo migliore per la sua osservazione nel cielo serale ricade nei mesi compresi fra fine agosto e dicembre; da entrambi gli emisferi il periodo di visibilità rimane indicativamente lo stesso, grazie alla posizione della stella non lontana dall'equatore celeste.

## Caratteristiche fisiche
La stella è una binaria spettroscopica, con le due componenti che orbitano attorno al baricentro del sistema in 42,38 giorni a una distanza media di 0,3 UA, anche se data l'alta eccentricità orbitale (e=0,61) questa la distanza varia notevolmente nel corso della loro orbita.
Il tipo spettrale integrato del sistema è F7V; entrambe le componenti sono stelle un po' più massicce del Sole: Katoh e colleghi, per A e B, calcolarono nel 2013 masse rispettivamente di 1,13 e 1,03 M⊙, mentre in uno studio del 2011 di Fekel et al. sono risultate masse di 1,48 e 1,26 volte quella del Sole, con raggi rispettivamente 3 e 1,9 R⊙.